# Futbol Club Santa Coloma 2014-2015
Questa voce raccoglie le informazioni riguardanti il Futbol Club Santa Coloma nelle competizioni ufficiali della stagione 2014-2015.

## Stagione
Nella stagione 2014-2015 l'FC Santa Coloma ha disputato la Primera Divisió, massima serie del campionato andorrano di calcio, terminando la stagione al primo posto con 42 punti conquistati in 20 giornate, frutto di 13 vittorie, 3 pareggi e 4 sconfitte, vincendo il campionato andorrano per l'ottava volta nella sua storia, la seconda consecutiva. Grazie a questo piazzamento si è qualificato al primo turno preliminare della UEFA Champions League 2015-2016. In apertura di stagione ha perso la Supercopa andorrana, perdendo contro il Sant Julià dopo i tempi supplementari. Nella Copa Constitució l'FC Santa Coloma è sceso in campo sin dagli ottavi di finale, raggiungendo la finale dove è stato sconfitto dal Sant Julià dopo i tiri di rigore. Nella UEFA Champions League l'FC Santa Coloma ha per la prima volta superato il primo turno preliminare, eliminando gli armeni del Banants grazie alla regola dei gol in trasferta. Nel secondo turno preliminare ha affrontato gli israeliani del Maccabi Tel Aviv, venendo eliminato dalla competizione.

## Rosa
| N. |                               | Ruolo | Calciatore          |
| -- | ----------------------------- | ----- | ------------------- |
| 1  | Spagna (bandiera)             | P     | Eloy Casals         |
| 2  | Argentina (bandiera)          | D     | Walter Wagner       |
| 3  | Andorra (bandiera)            | D     | Oriol Fité          |
| 4  | Andorra (bandiera)            | D     | Andreu Ramos        |
| 5  | Andorra (bandiera)            | C     | Marc Rebés          |
| 6  | Andorra (bandiera)            | D     | Ildefons Lima       |
| 7  | Andorra (bandiera)            | C     | Marc Pujol          |
| 8  | Andorra (bandiera)            | A     | Joel Martínez       |
| 9  | Argentina (bandiera)          | A     | Alejandro Romero    |
| 10 | Andorra (bandiera)            | C     | Juan Carlos Toscano |
| 11 | Spagna (bandiera)             | A     | Albert Mercadé      |
| 12 | Andorra (bandiera)            | P     | Iván Monteagudo     |
| 13 | Andorra (bandiera)            | D     | David Ribolleda     |
| 14 | Guinea Equatoriale (bandiera) | C     | Juvenal             |

| N. |                       | Ruolo | Calciatore          |
| -- | --------------------- | ----- | ------------------- |
| 15 | Andorra (bandiera)    | D     | Adrià Sanchez Roque |
| 16 | Andorra (bandiera)    | A     | Cristian Martínez   |
| 18 | Andorra (bandiera)    | A     | Adam Smith Huguet   |
| 19 | Andorra (bandiera)    | A     | Andreu Matos        |
| 21 | Andorra (bandiera)    | A     | Gabi Riera          |
| 22 | Andorra (bandiera)    | D     | Txema               |
| 23 | Spagna (bandiera)     | C     | Juanfer             |
| 24 | Spagna (bandiera)     | D     | Robert Ramos        |
| 25 | Andorra (bandiera)    | P     | Paco                |
| 26 | Portogallo (bandiera) | C     | Dinis Silva         |
| 27 | Portogallo (bandiera) | D     | Gabriel Cunha       |
|    | Andorra (bandiera)    | P     | Joel García         |
|    | Spagna (bandiera)     | C     | Luis Emilio Blanco  |
|    | Spagna (bandiera)     | A     | Ibán Parra          |

## Risultati

### Copa Constitució

#### Finale
| Aixovall 10 maggio 2015, ore 17:00 UTC+2                                                      | FC Santa Coloma      | 1 – 1 (d.t.s.) referto | Sant Julià | Estadi Comunal d'Aixovall |
| \| \| \| \| \| Gabi Riera 100’ \| Marcatori \| 104’ Guida \| \| \| Tiri di rigore 4 – 5 \| \| |                      |                        |            |                           |
|                                                                                               |                      |                        |            |                           |
| Gabi Riera 100’                                                                               | Marcatori            | 104’ Guida             |            |                           |
|                                                                                               | Tiri di rigore 4 – 5 |                        |            |                           |

### Supercopa andorrana
| Sant Julià de Lòria 14 settembre 2014, ore 17:00 | FC Santa Coloma | 0 – 1 (d.t.s.) | Sant Julià | Estadi Comunal d'Aixovall |

### UEFA Champions League

#### Primo turno preliminare
| Arbitro: | Jens Maae |

|          |           |  |
| Pujol 5’ | Marcatori |  |

| Arbitro: | Nikolaj Jordanov |

|                                         |           |                       |
| Hovsepyan 29’, 56’ (rig.) Mashumyan 47’ | Marcatori | 21’ Lima 90+5’ Casals |

#### Secondo turno preliminare
| Arbitro: | Lasha Silagava |

|  |           |           |
|  | Marcatori | 64’ Prica |

| Arbitro: | Ioannis Anastasiou |

|                                |           |  |
| Zahavi 62’ (rig.) Ben Haim 90’ | Marcatori |  |

## Statistiche

### Statistiche di squadra
| Competizione        | Punti | In casa | In casa | In casa | In casa | In casa | In casa | In trasferta | In trasferta | In trasferta | In trasferta | In trasferta | In trasferta | Totale | Totale | Totale | Totale | Totale | Totale | DR  |
| Competizione        | Punti | G       | V       | N       | P       | Gf      | Gs      | G            | V            | N            | P            | Gf           | Gs           | G      | V      | N      | P      | Gf     | Gs     | DR  |
| ------------------- | ----- | ------- | ------- | ------- | ------- | ------- | ------- | ------------ | ------------ | ------------ | ------------ | ------------ | ------------ | ------ | ------ | ------ | ------ | ------ | ------ | --- |
| Primera Divisió     | 42    | 10      | 8       | 1       | 1       | 33      | 5       | 10           | 5            | 2            | 3            | 31           | 9            | 20     | 13     | 3      | 4      | 64     | 14     | +50 |
| Copa Constitució    | -     | 2       | 2       | 0       | 0       | 18      | 3       | 1            | 1            | 0            | 0            | 7            | 0            | 4      | 3      | 1      | 0      | 26     | 4      | +22 |
| Supercopa andorrana | -     | -       | -       | -       | -       | -       | -       | -            | -            | -            | -            | -            | -            | 1      | 0      | 0      | 1      | 0      | 1      | -1  |
| UEFA Europa League  | -     | 2       | 1       | 0       | 1       | 1       | 1       | 2            | 0            | 0            | 2            | 2            | 5            | 4      | 1      | 0      | 3      | 3      | 6      | -3  |
| Totale              | -     | 14      | 11      | 1       | 2       | 52      | 9       | 13           | 6            | 2            | 5            | 40           | 14           | 29     | 17     | 3      | 9      | 93     | 25     | +68 |